# Karel De Vriese
Karel De Vriese (Gent, 22 november 1872 - overlijdensdatum onbekend) was een Vlaams activist en lid van de Raad van Vlaanderen.

## Levensloop
Karel De Vriese trad tijdens de Eerste Wereldoorlog toe tot het activisme en werd lid van het radicale Jong-Vlaanderen. Hij werd ook bestuurslid bij de Gentse afdeling van Volksopbeuring.
In 1916 werd hij door de bezetter benoemd tot docent handelspraktijk aan de vernederlandste Gentse universiteit en in 1917 werd hij lid van de Raad van Vlaanderen. Na de doorvoering van de bestuurlijke scheiding, werd hij in augustus 1917 tot inspecteur benoemd in het Vlaamse 'ministerie' van arbeid en nijverheid en nam hij ontslag aan de universiteit. 
In 1918 deed hij een poging om te bemiddelen tussen twee vijandige facties binnen de Gentse activisten. Hij stond hierbij tegenover Jan Baptist Wannyn, die deze poging deed mislukken.
In november 1918 vluchtte De Vriese naar het buitenland, terwijl hij in België bij verstek tot tien jaar gevangenis werd veroordeeld.